# Panzerregiment 1 „Friedrich Wolf“
Das Panzerregiment 1 „Friedrich Wolf“ war ein Panzerregiment der Nationalen Volksarmee der ehemaligen DDR mit Standort Beelitz, nahe Potsdam. Es bestand von 1956 bis 1989.

## Geschichte

### Aufstellung und Dienstzeit

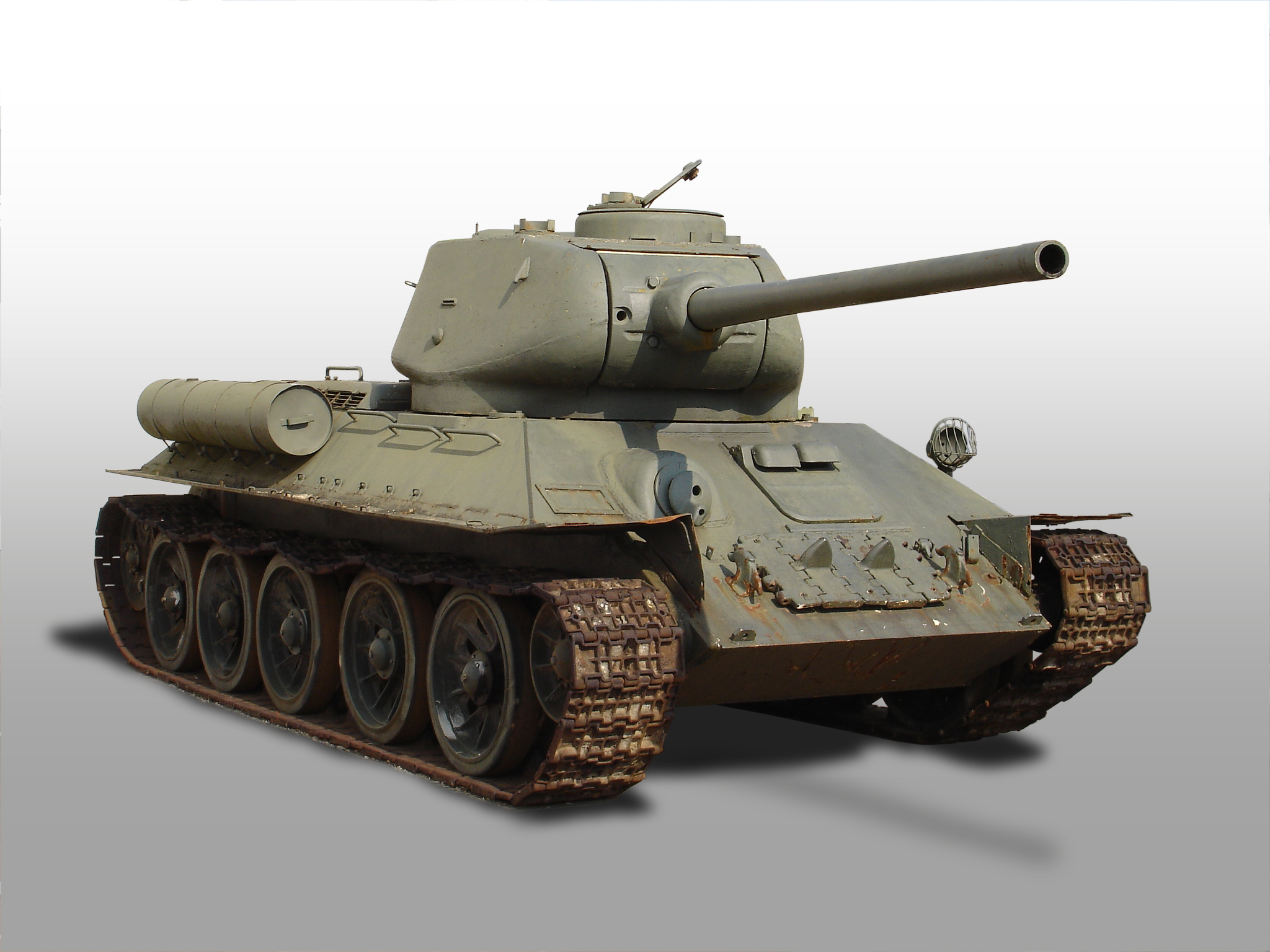
T-34/85, bis 1968 im Regiment

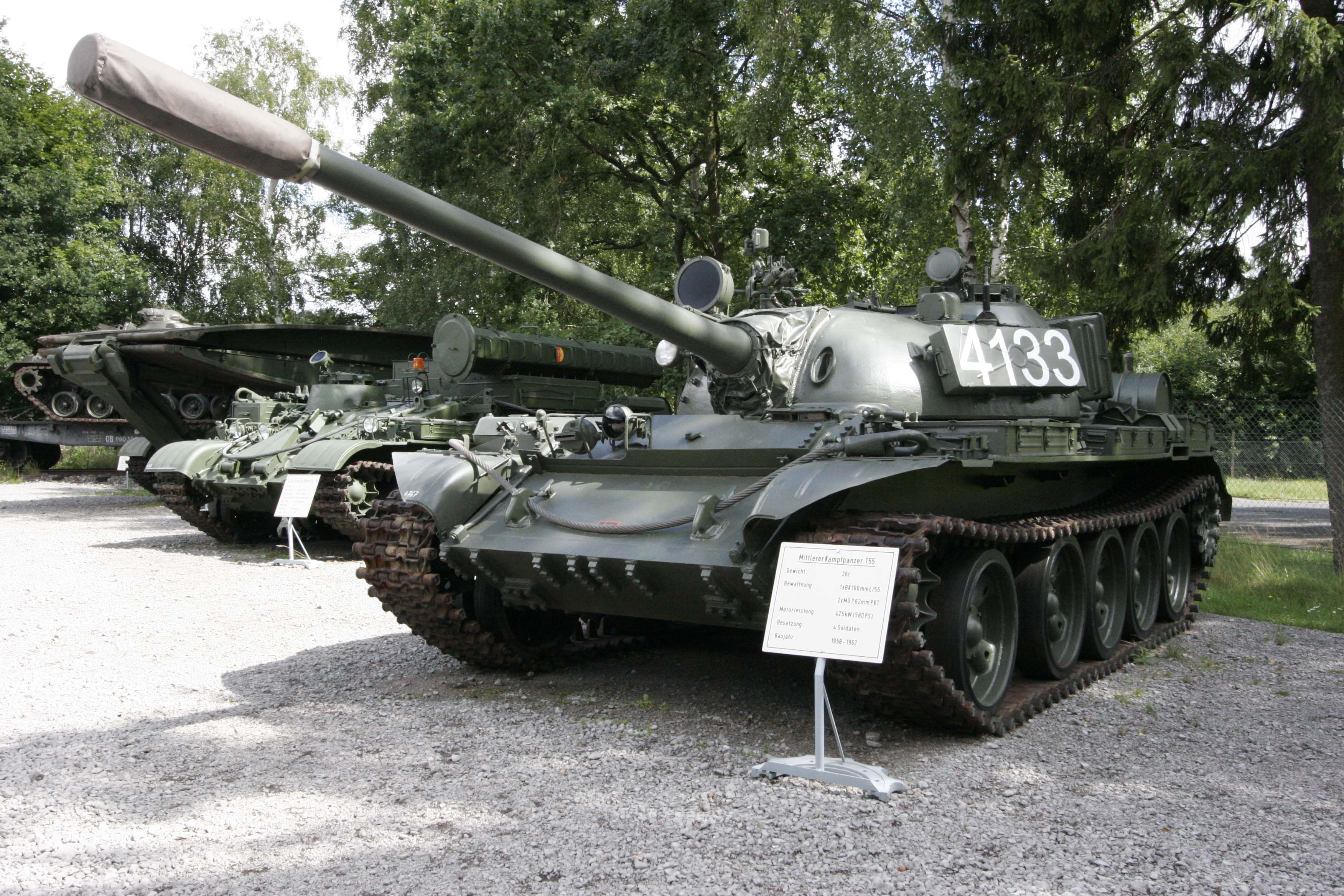
T-55A, ab 1972

Das Panzerregiment (PR) wurde (laut Befehl Nr. 22/56 des Ministers für Nationale Verteidigung) als Teil der 1. Mechanisierten Division (später 1. Mot.-Schützendivision) aus vormaligen Einheiten der Kasernierten Volkspolizei („schweres C- und SFL-Kommando“) in Burg aufgestellt.
Bei seiner Aufstellung am 30. April 1956 wurde das Panzerregiment zunächst mit nur wenigen gebrauchten sowjetischen Panzern des Typs T-34/76 (noch aus dem Zweiten Weltkrieg stammend), mehreren Selbstfahrlafetten SU-76M und SU-85 aus dem Bestand des SFL-Kommandos, sowie einigen neuen sowjetischen Schützenpanzerwagen vom Typ BTR-152 ausgerüstet. Erster Standort des PR-1 war von 1956 bis 1983 die Waldfrieden-Kaserne in Burg mit dem Standort-Schießplatz Körbelitz. Die Verleihung der Truppenfahne an das Regiment erfolgte am 1. März 1958 durch Generalmajor Rentzsch auf Grundlage eines Beschlusses des Präsidiums des Ministerrates vom 12. April 1956. Am 7. Oktober 1969 wurde dem PR-1 der Traditionsname Friedrich Wolf verliehen.
Bis in die 1960er Jahre hinein wurde das Regiment überwiegend mit Panzern T-34/85, aber auch mit gebrauchten schweren „Weltkriegsveteranen“ IS-2 (I.Panzerbataillon, 1958) bis zur vollen Kampfstärke aufgestockt, wobei die älteren Panzer des Typs T34/76, welche in der Regel nur noch für Ausbildungs- und Fahrschulzwecke genutzt wurden, bis spätestens Ende 1963 komplett an die Reserve abgegeben wurden. Ab April 1968 wurde die gesamte Kampfpanzertechnik dann schrittweise durch aus den NVA-Panzerdivisionen abgegebene Panzer T-54AM ersetzt (dort wurde auf modernere T-55A umgestellt). 1972/73 wurden schließlich auch im PR-1 nach und nach sämtliche Kampfpanzer durch neue Panzer des Typs T-55A ersetzt. Darüber hinaus befanden sich bis Ende der 1970er Jahre auch einige leichte Schwimmpanzer des Typs PT-76 im Bestand der Aufklärungskompanie.
Ab November 1981 bezogen erste Teile des Regiments, beginnend mit dem I. Panzerbataillon, der Aufklärungs- und der Pionierkompanie den neuen Truppen-Standort, eine neu errichtete große Kaserne zwischen Beelitz und Beelitz-Heilstätten. Die Verlegung erfolgte bataillonsweise und war bis zum 1. Dezember 1983 abgeschlossen. In dieser neuen NVA-Kaserne (heute Hans-Joachim-von-Zieten-Kaserne der Bundeswehr) waren neben dem PR-1 außerdem die Artillerieabteilung 1 „Willy Sägebrecht“, die Geschoßwerferabteilung 1 „Hermann Rentzsch“, das Aufklärungsbataillon 1 „Dr. Richard Sorge“ und von 1982 bis Juni 1986 auch das Bataillon Chemische Abwehr 1 „Herbert Kittelmann“, sämtlichst Truppenteile der 1. MSD, stationiert. Zudem befand sich auf dem Areal im hinteren Bereich der Kaserne auch ein durch Zäune und Sicherungsanlagen räumlich abgetrenntes und separat bewachtes großes Munitionslager.
Die praktische Ausbildung der verschiedenen Einheiten des Regiments, wie Panzerfahrübungen, Panzer- und Infanterieschießübungen, praktische Taktikausbildung, Sprengmitteleinsatz, Kfz-Lehrbahn usw. fanden in der Regel auf dem nahegelegenen Truppenübungsplatz Lehnin, größere Bataillons-, Regiments- oder Divisionsübungen mit Gefechtsschießen auch auf den Truppenübungsplätzen Klietz und Magdeburg oder anderen Truppenübungsplätzen statt. Anfangs wurde auch der Artillerieschießplatz Hillersleben intensiv genutzt. Das Forcieren und die Durchquerung von Gewässern mit Panzern sowie die praktische Unterwasser-Fahrausbildung (UF) der Panzerbesatzungen erfolgten jährlich, meist im Frühjahr, in der Elbe bei Kehnert. Diesbezügliche Übungen zur Tauchrettung fanden in der regimentseigenen Schwimmhalle in der Beelitzer Kaserne statt. Letztere Schwimmhalle stand nach Dienstschluss auch der heimischen Bevölkerung zur Nutzung zur Verfügung.
Organisatorisch war das Panzerregiment-1 im Frieden als Teil der 1. Mot.-Schützendivision dem Militärbezirk-V (Neubrandenburg) unterstellt, militärstrategisch für den Kriegsfall jedoch nicht als Teil der 5. Armee, sondern als Bestandteil der „Besonderen Gruppierung Berlin“ zur Durchführung der sogenannten „Operation Zentrum“ vorgesehen. „Operation Zentrum“ war die Bezeichnung für die geplante Einnahme Westberlins, die gemeinsam mit einigen anderen Einheiten der NVA sowie Kräften der GSSD, der Kampfgruppen, den Regimentern des Grenzkommandos Mitte sowie den VP-Bereitschaften 18 und 19 erfolgen sollte.
Der Tarnname des Regiments innerhalb der NVA lautete „Sonnenuhr“, die Feldpostnummer „Postfach 10882“.

### Auflösung
Im Frühjahr 1989, ein gutes halbes Jahr vor der Wende in der DDR, bestand das PR-1 noch aus drei Panzerbataillonen (9 PK's) mit 94 inzwischen technisch veralteten, da nicht nachgerüsteten bzw. kampfwertgesteigerten sowjetischen Kampfpanzern vom Typ T-55A, sowie zugehörigen 3 Brückenlegern BLG-60, 3 Bergepanzern T-55T bzw. T-55TK, 3 Schützenpanzern BMP-1, 26 SPW vom Typ BTR-60, BTR-70, SPW-40P2 und andere, sowie aus umfangreicher Kfz-, Pionier-, Nachrichten- und Versorgungstechnik. Bestandteil des PR-1 war außerdem, was für ein NVA-Panzerregiment ungewöhnlich war, neben den Panzerbataillonen ab Mai 1986 auch eine eigene Artillerie-Abteilung, die mit achtzehn mittleren 122 mm-Selbstfahrlafetten vom Typ 2S1 ausgerüstet war.
Infolge einer Änderung der Militärstrategie der NVA Mitte der 1980er Jahre, einhergehend mit der geplanten Umstellung von einer Angriffs- in eine zukünftige Verteidigungsarmee, sowie aus wirtschaftlich-ökonomischen Zwängen heraus, verkündete der Vorsitzende des Nationalen Verteidigungsrates der DDR, Erich Honecker, am 23. Januar 1989 einen Beschluss zur Reduzierung der NVA um 10.000 Soldaten, darunter die Auflösung von sechs Panzerregimentern und eines Jagdfliegergeschwaders, sowie die Verschrottung von 600 Panzern und 50 Kampfflugzeugen.
Von dieser Entscheidung war auch das Panzerregiment-1 „Friedrich Wolf“ betroffen.
Das Panzerregiment-1 wurde (auf Befehl 35/89 des Ministers f. Nationale Verteidigung) am 24. Oktober 1989 aufgelöst. An seiner Stelle wurde (laut Befehl 36/89 MfNV) am 1. November 1989 in Beelitz die Ausbildungsbasis-4 (ABAS-4) aufgestellt, welche im Kriegsfall (X + 18 Std.) mit bereits grundausgebildeten Kräften zum Mot.-Schützenregiment-4 in der 1. MSD aufgewachsen wäre. Schon zuvor, bereits Ende April 1989, wurde das II. Panzerbataillon aufgelöst und dessen 31 Panzer mittels Eisenbahnverladung in das MOB-Komplexlager 25 bei Grimme (Zerbst) überführt, wo sie (aufmunitioniert und konserviert) größtenteils dort eingelagerte, ältere Panzer des Typs T-54 der 19. Mot.-Schützendivision (MOB) ersetzten und teils, nach Ersatzteilentnahme, später der Verschrottung in Ostritz zugeführt wurden. Der Personalbestand des ehemaligen Panzerregimentes (Anfang 1989 ca. 1100 Mann) wurde entweder planmäßig aus dem aktiven Wehrdienst entlassen, in die neu gebildete Ausbildungsbasis-4 übernommen, in andere NVA-Truppenteile versetzt oder in Arbeitskommandos in Betrieben und anderen Bereichen der Volkswirtschaft eingesetzt.
Verblieben sind vom ehemaligen Panzerregiment-1, nach seiner Auflösung und über 33 Jahren militärischer Dienstbereitschaft, 3,7 laufende Meter Akten mit 122 Aufbewahrungseinheiten im heutigen Bundesarchiv, Abteilung Militärarchiv.

## Zusammensetzung des Regiments
- Regimentsführung

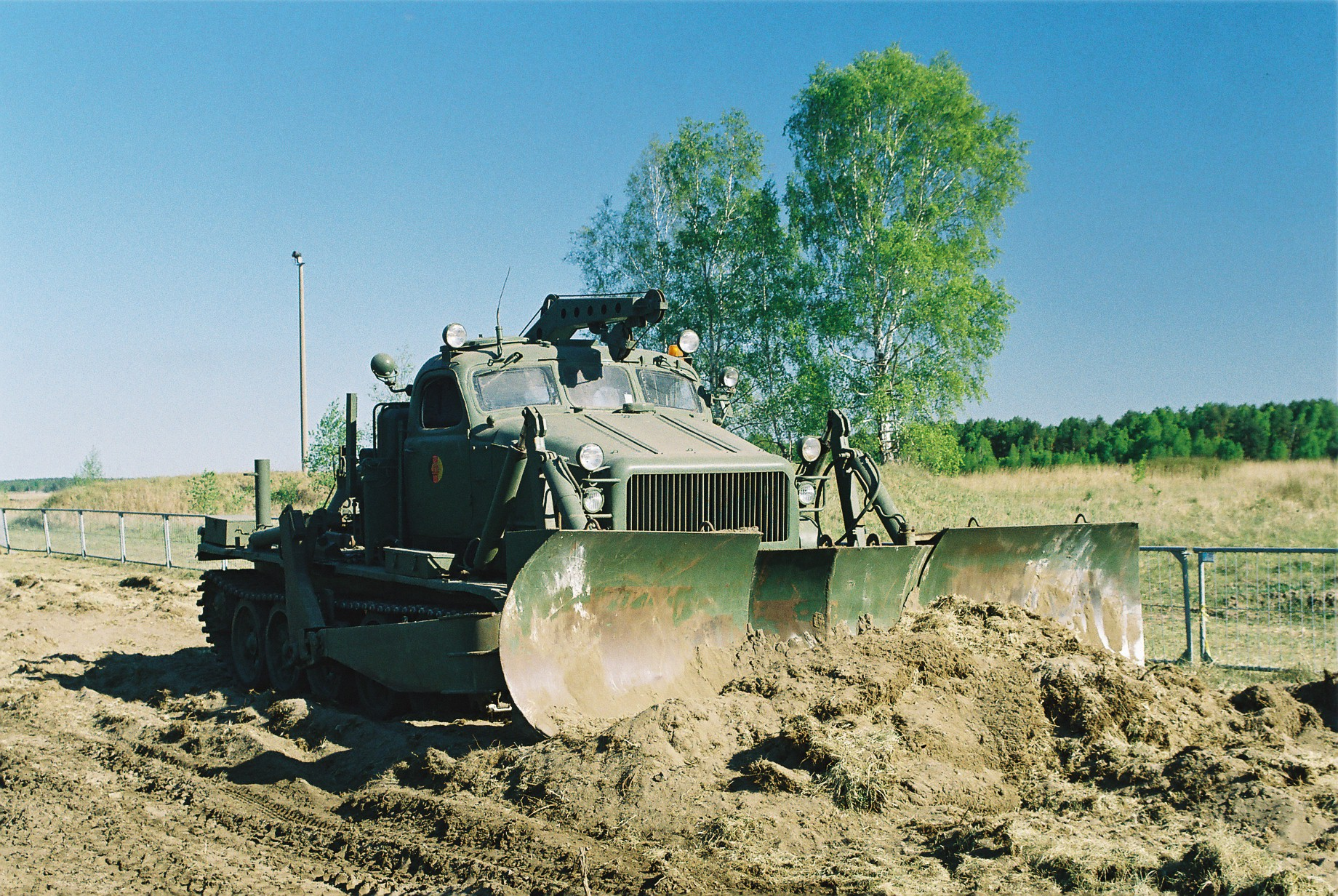
BAT-M (Pionierkompanie)

- I. Panzerbataillon     (31 Kampfpanzer T-55A)
- II. Panzerbataillon    (31 Kampfpanzer T-55A)
- III. Panzerbataillon   (31 Kampfpanzer T-55A)

- Artillerie-Abteilung   (18 Selbstfahrlafetten 2S1)
- Stabskompanie          (1 Kampfpanzer T-55A(K))
- Aufklärungskompanie    (3 Schützenpanzer BMP-1, 6 SPW-40P2)
- Fla-SFL-Batterie       (4 Flak-Panzer ZSU-23-4 „Schilka“, 4 Fla-Rak ZRK)
- Pionierkompanie        (BAT-M, BLG 60)
- Nachrichtenkompanie
- Kompanie f. materielle Sicherstellung (Transportkompanie)
- Instandsetzungskompanie (T-55TK)
- Zug Chemische Abwehr
- Sanitätszug (Med.-Punkt)

## Kommandeure des PR-1
- 1956–1958  Oberst Otto Schliwinski
- 1958–1961  Major Günter Bandt
- 1961–1962  Major Heinz Schmidt
- 1962–1963  Oberstleutnant Johannes Schuster
- 1964–1967  Oberstleutnant Bruno Biermann
- 1967–1968  Oberstleutnant Helmut Jenke m. d. F. b.
- 1968–1970  Oberstleutnant Werner Käseberg
- 1970–1974  Oberstleutnant Rolf Kampf
- 1974–1975  Major Manfred Preer
- 1975–1975  Oberstleutnant Günter Gorzel
- 1975–1980  Major/Oberstleutnant Manfred Preer
- 1980–1982  Oberstleutnant Winfried Barich
- 1982–1986  Major/Oberstleutnant Rolf Zander
- 1986–1989  Oberstleutnant/Oberst Bernd Niering
- (1989–1990 Major Gerd Deinert, Kdr. ABAS-4)